# 4452 Ullacharles
4452 Ullacharles (1988 RN) là một tiểu hành tinh vành đai chính được phát hiện ngày 7 tháng 9 năm 1988 bởi Poul Jensen ở Brorfelde.